# Le Chevain
Le Chevain est une ancienne commune française, située dans le département de la Sarthe en région Pays de la Loire, devenue le 1er janvier 2017 une commune déléguée au sein de la commune nouvelle de Saint-Paterne - Le Chevain.
Le Chevain est peuplée de 565 habitants.
La commune fait partie de la province historique du Maine.

## Géographie
Le territoire du Chevain est traversé par la Sarthe.
La commune du Chevain est desservie par le réseau de bus Alto. Ce réseau fait partie des Transports urbains de la communauté urbaine d'Alençon. Le Chevain fait partie des lignes Iténéo 2, Iténéo Access, Domino 1 et 3.
|                | Cerisé (Orne) | Chenay                 |
| Alençon (Orne) | du Chevain    | Lignières-la-Carelle   |
| Saint-Paterne  |               | Saint-Rigomer-des-Bois |

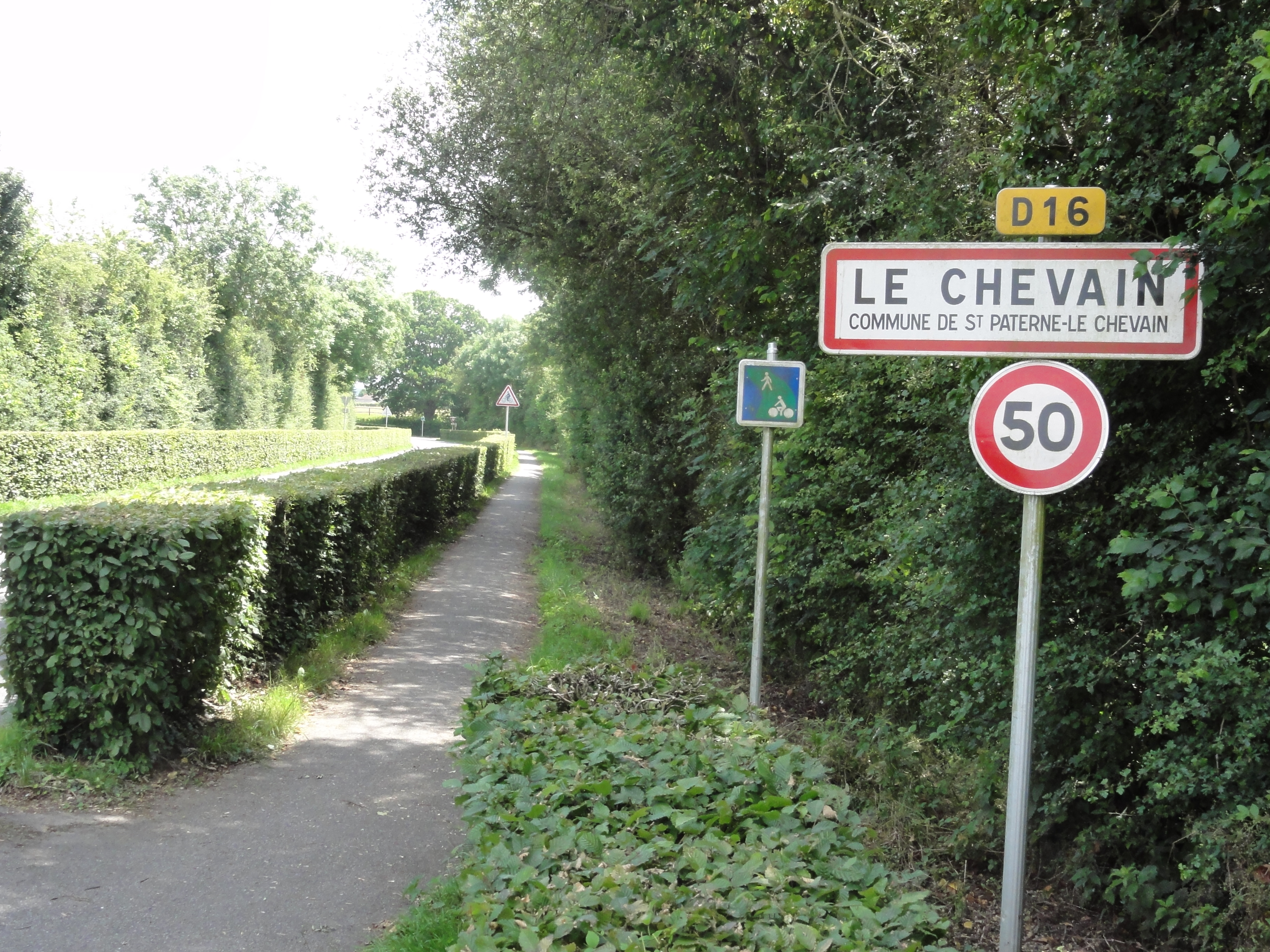
Entrée du Chevain, avec piste cyclable
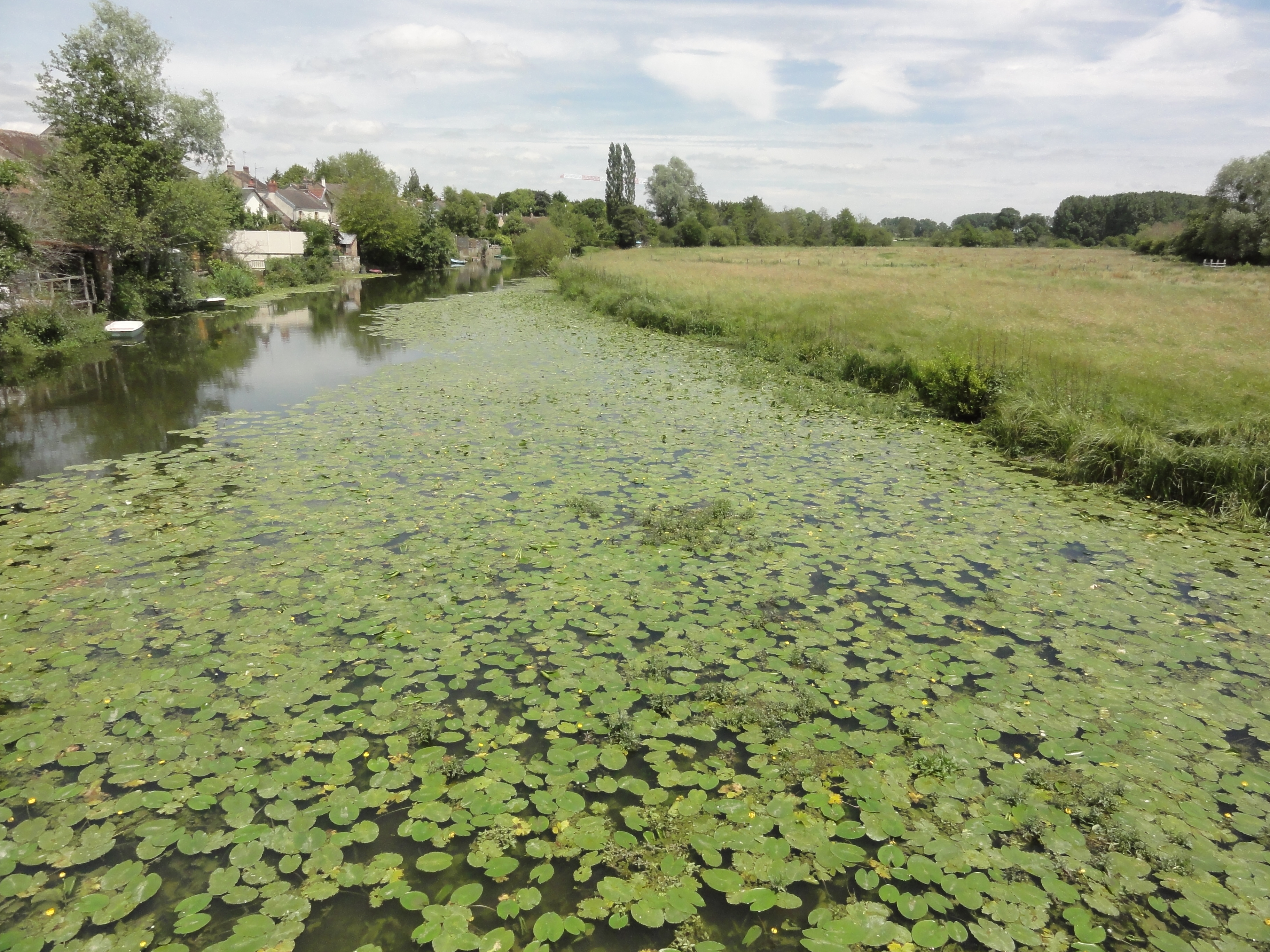
La Sarthe

## Histoire
Le 1er janvier 2017, la commune fusionne avec Saint-Paterne pour former la commune nouvelle de Saint-Paterne - Le Chevain.

## Politique et administration

### Administration municipale
| Période                                  | Période          | Identité            | Étiquette | Qualité |
| ---------------------------------------- | ---------------- | ------------------- | --------- | ------- |
| 1983                                     | 31 décembre 2016 | Jean-Pierre Russeau | SE        |         |
| Les données manquantes sont à compléter. |                  |                     |           |         |

### Jumelages
Le Chevain est jumelée depuis 1991 avec Uffington dans l'Oxfordshire en Angleterre (voir l'article en anglais).

## Démographie
En 2021, la commune comptait 565 habitants. Depuis 2004, les enquêtes de recensement dans les communes de moins de 10 000 habitants ont lieu tous les cinq ans (en 2005, 2010, 2015, etc. pour Le Chevain) et les chiffres de population municipale légale des autres années sont des estimations.
| 1793 | 1800 | 1806 | 1821 | 1831 | 1836 | 1841 | 1846 | 1851 |
| ---- | ---- | ---- | ---- | ---- | ---- | ---- | ---- | ---- |
| 253  | 260  | 268  | 321  | 331  | 351  | 349  | 340  | 342  |

| 1856 | 1861 | 1866 | 1872 | 1876 | 1881 | 1886 | 1891 | 1896 |
| ---- | ---- | ---- | ---- | ---- | ---- | ---- | ---- | ---- |
| 370  | 385  | 336  | 313  | 252  | 253  | 238  | 209  | 200  |

| 1901 | 1906 | 1911 | 1921 | 1926 | 1931 | 1936 | 1946 | 1954 |
| ---- | ---- | ---- | ---- | ---- | ---- | ---- | ---- | ---- |
| 194  | 197  | 201  | 197  | 229  | 221  | 219  | 401  | 266  |

| 1962 | 1968 | 1975 | 1982 | 1990 | 1999 | 2005 | 2010 | 2015 |
| ---- | ---- | ---- | ---- | ---- | ---- | ---- | ---- | ---- |
| 246  | 265  | 230  | 589  | 663  | 681  | 657  | 623  | 592  |

| 2018 | - | - | - | - | - | - | - | - |
| ---- | - | - | - | - | - | - | - | - |
| 572  | - | - | - | - | - | - | - | - |

## Lieux et monuments
- L'église Saint-Denis.
- Le monument aux morts.
- Le château du Chevain, mairie annexe.
- Le moulin à eau.

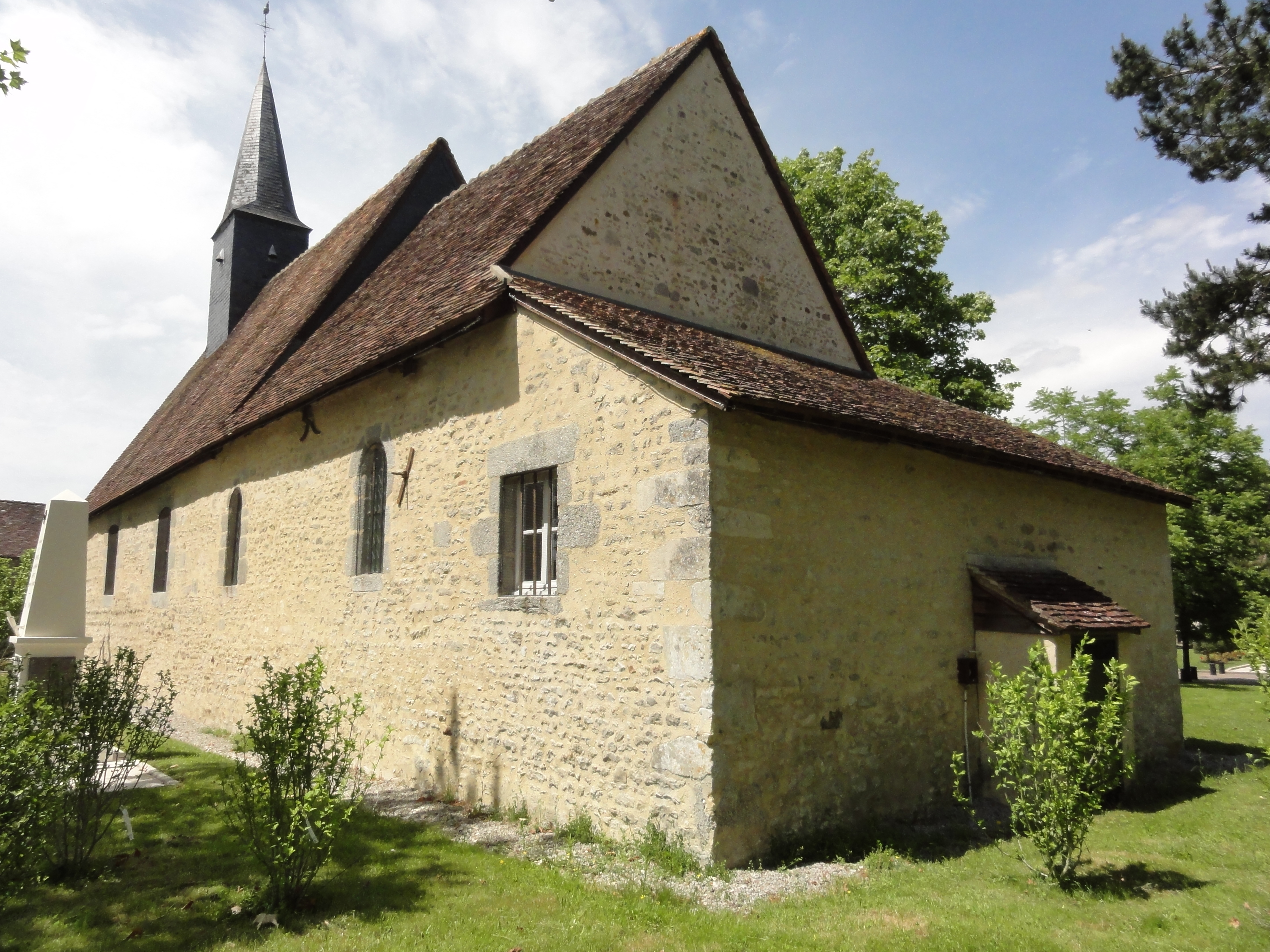
L'église.
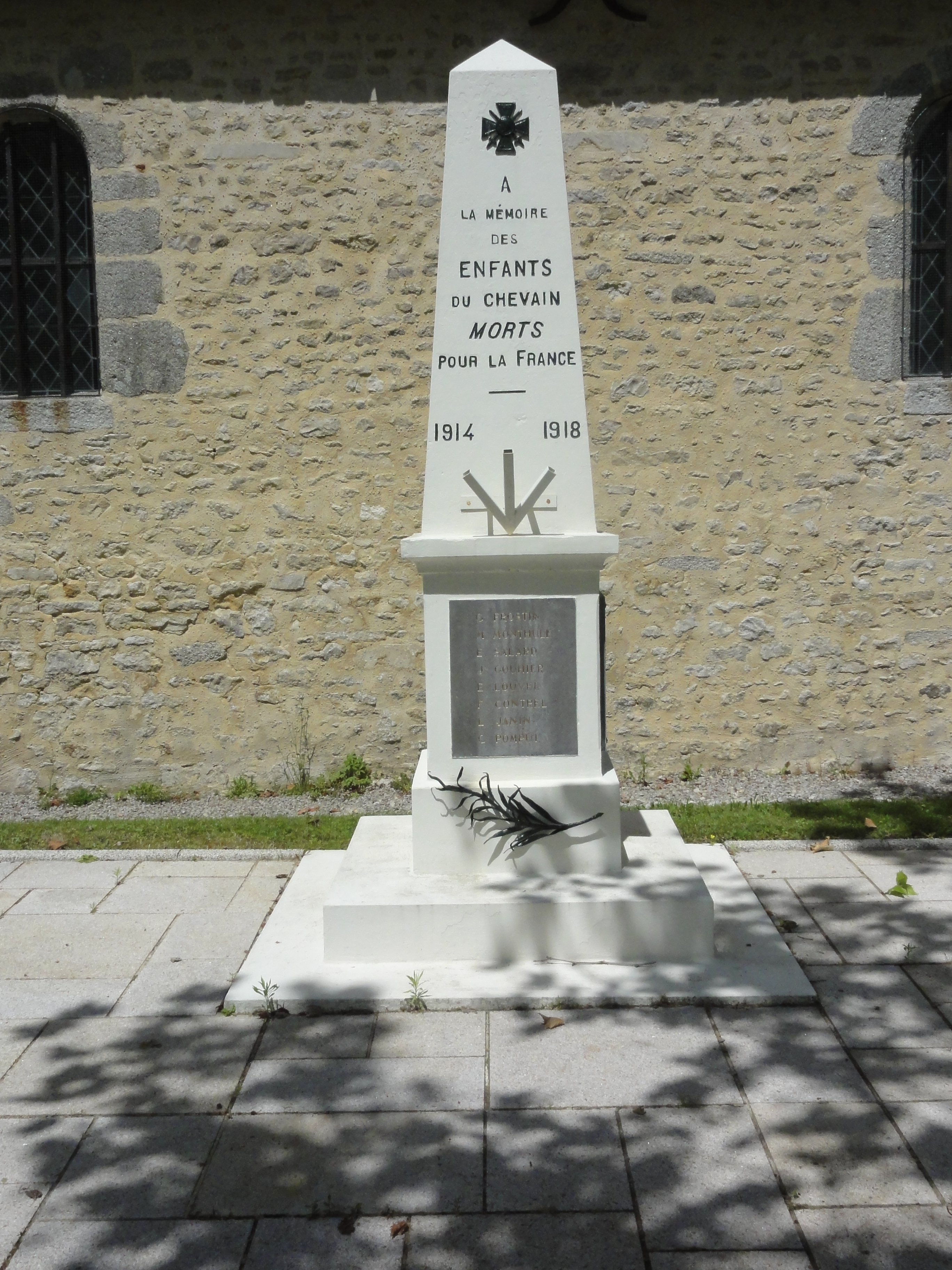
Le monument aux morts
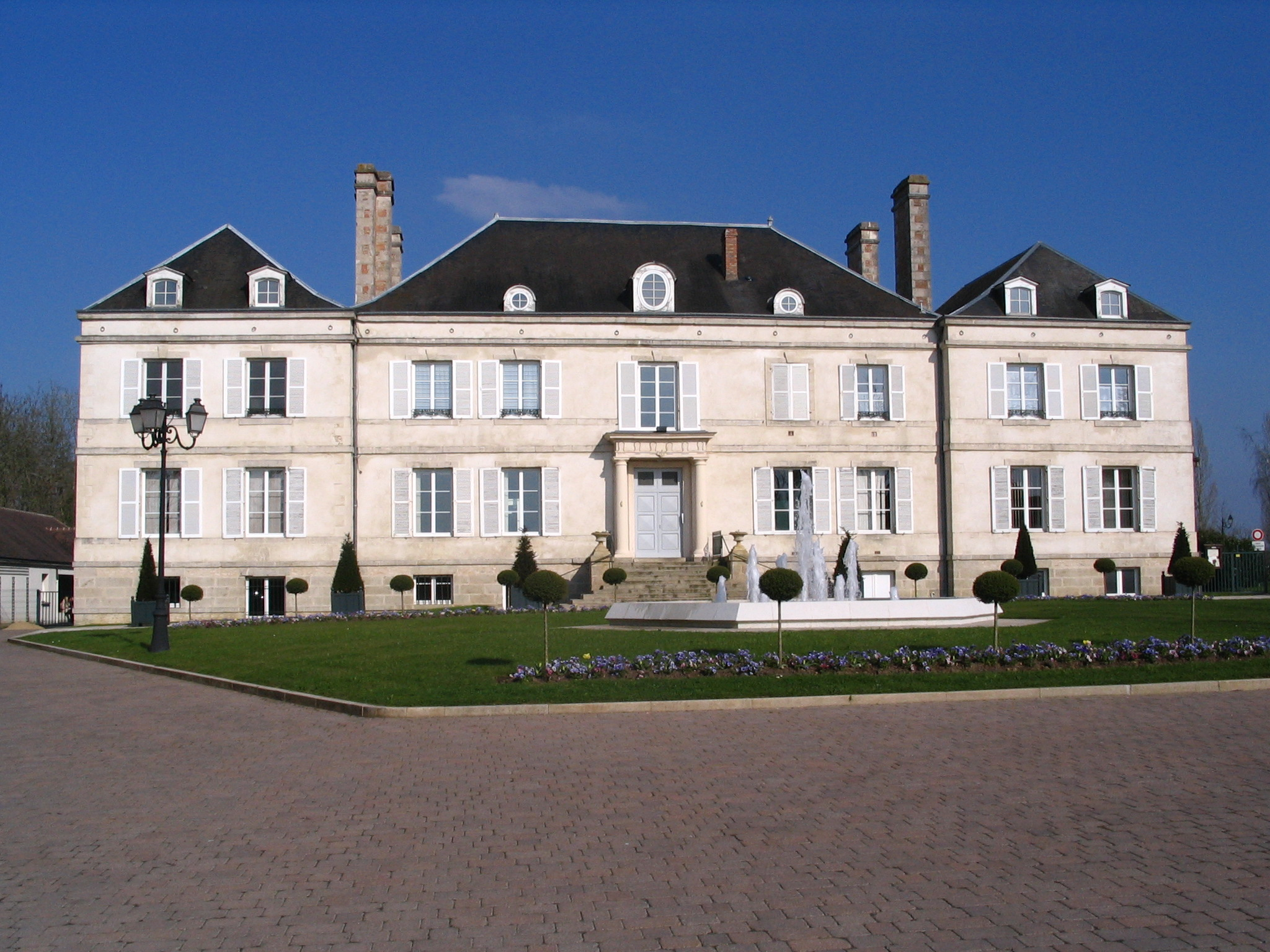
Le château du Chevain
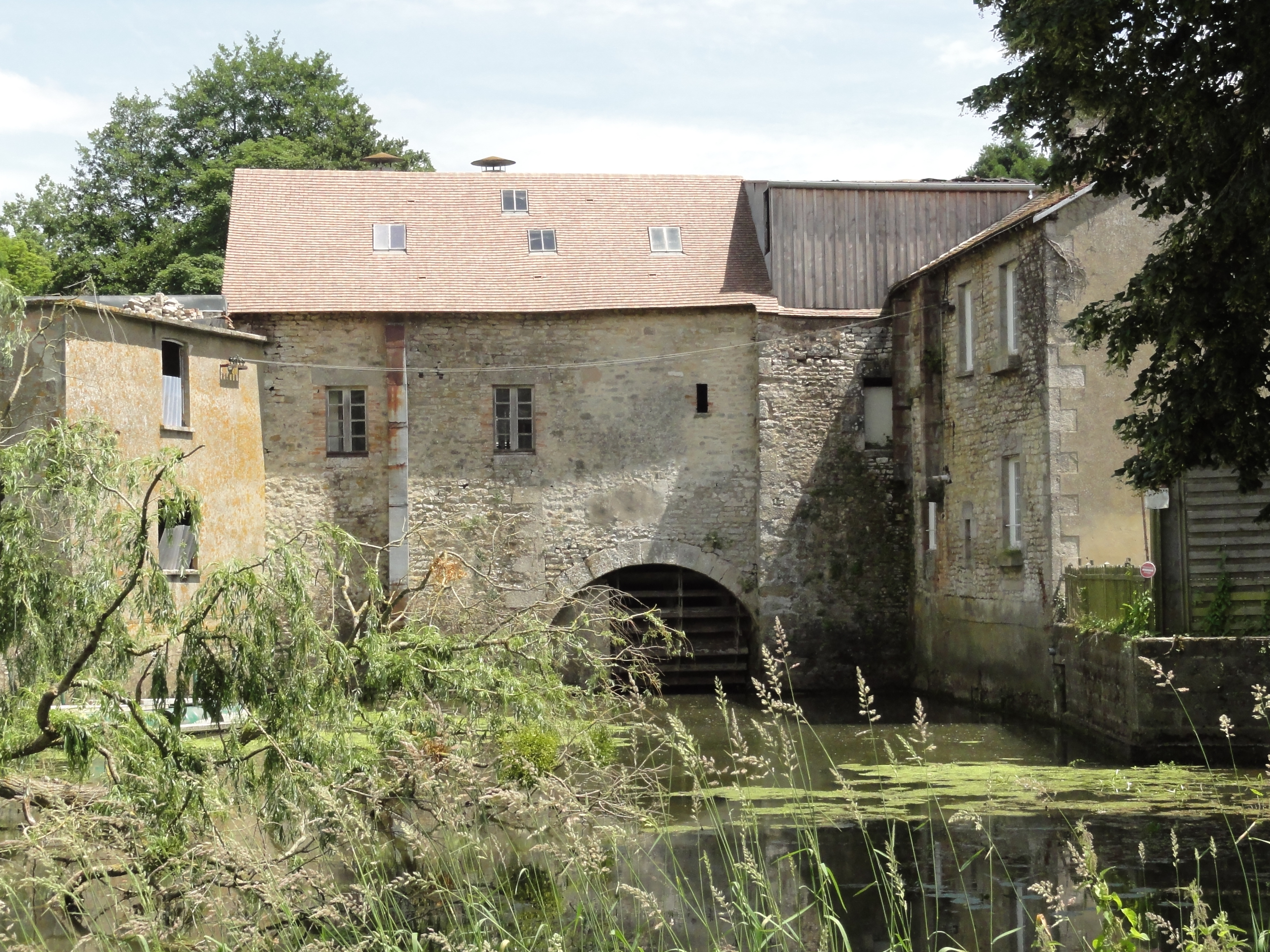
Le moulin à eau

## Personnalités liées à la commune
- Le château du Chevain a été habité par Alexandre-Charles Rousselin Corbeau de Saint-Albin, commissaire de la convention à Troyes, secrétaire particulier de Barras, fondateur du journal Le Constitutionnel. Il fut accusé par les conservateurs de faire trop de zèle révolutionnaire, et par les Thermidoriens de trop de mollesse, ce qui lui valut de faire un temps de la prison. Il fut libéré à la chute de Robespierre. Malgré son amitié avec le roi Louis-Philippe (il avait d'ailleurs épousé en secondes noces la fille du médecin du roi) il refusa toute position importante pendant son règne. Il fut élu plusieurs fois député de la Sarthe. Il fut également un grand collectionneur d'art.